# Liste des fonds d'archives de Bibliothèque et Archives nationales du Québec

## BAnQ Vieux-Montréal (06M)
| Cote | Titre du fonds | Date de début | Date de fin |
| ---- | -------------- | ------------- | ----------- |
| P48  | Conrad Poirier | 1932          | 1960        |

## BAnQ Rouyn-Noranda (08Y)
| Cote | Titre du fonds                                                                                            | Date de début | Date de fin |
| ---- | --- | ------------- | ----------- |
| P1   | Fonds Société du patrimoine Rivière-des-Quinze                                                            | 1882          | 1979        |
| P2   | Fonds Jean-Paul Bordeleau                                                                                 | 1976          | 1985        |
| P3   | Fonds Village vacances-familles de Guérin                                                                 | 1972          | 1982        |
| P4   | Collection Benoit-Beaudry Gourd                                                                           | 1907          | 1978        |
| P5   | Fonds Société nationale des québécois de l'Abitibi-Témiscamingue                                          | 1947          | 1947        |
| P6   | Collection Armand Chiasson                                                                                | 1928          | 1933        |
| P7   | Fonds Stanislas Dubois                                                                                    | 1918          | 1967        |
| P8   | Collection Yves Dionne                                                                                    | 1930          | 1982        |
| P9   | Fonds Fédération québécoise du guidisme et du scoutisme - Corporation District Guides et Scouts du Cuivre | 1933          | 2000        |
| P10  | Fonds Donat Martineau                                                                                     | 1800          | 2002        |
| P11  | Fonds Gaston Carrière                                                                                     | 1978          | 1994        |
| P12  | Fonds Formation et intégration à l'emploi pour les femmes de Rouyn-Noranda                                | 1981          | 1988        |
| P13  | Fonds Euclide Blais                                                                                       | 1893          | 2003        |
| P14  | Fonds Conseil régional de développement de l'Abitibi-Témiscamingue                                        | 1911          | 1981        |
| P15  | Collection Albert Simard                                                                                  | 1932          | 1970        |
| P16  | Fonds Léon Thomas Garon                                                                                   | 1924          | 1983        |
| P17  | Fonds Denis Cloutier                                                                                      | 1894          | 1979        |
| P18  | Collection Gilles Desjardins                                                                              | 1915          | 2002        |
| P19  | Collection Philippe Gariépy                                                                               | 1934          | 1964        |
| P20  | Collection Congrégation des Sœurs de Notre-Dame-Auxiliatrice                                              | 1925          | 1936        |
| P21  | Fonds Conseil de développement social du nord-ouest québécois                                             | 1950          | 1977        |
| P22  | Collection Antonio Lussier                                                                                | 1905          | 1966        |
| P23  | Fonds Beattie Gold Mines (Québec)                                                                         | 1931          | 1969        |
| P24  | Collection Yvon Desjardins                                                                                | 1930          | 1975        |
| P25  | Collection Marcel Guillemette                                                                             | 1918          | 1960        |
| P26  | Fonds Alphonse Dupuis                                                                                     | 1911          | 1930        |
| P27  | Fonds Chambre de commerce de Notre-Dame-du-Nord                                                           | 1954          | 1979        |
| P28  | Fonds Société du patrimoine de l'Abitibi-Témiscamingue inc                                                | 1926          | 2013        |
| P29  | Collection Yves Massicotte                                                                                | 1927          | 1947        |
| P30  | Fonds Comité du cinquantenaire de Granada                                                                 | 1935          | 1935        |